# Blüdhaven
Blüdhaven est une ville fictive de l'univers de DC Comics. Sombre et dangereuse, elle est la « petite sœur » de Gotham City protégée par Nightwing.

## Histoire éditoriale
Elle est apparue pour la première fois dans Nightwing Vol. 2 no 1 et a été créée par Chuck Dixon et Scott McDaniel en octobre 1996. Après que la police de Gotham a repêché les corps de 21 hommes, au cou brisé, dans les eaux du port, Batman envoie Nightwing enquêter au sud de Gotham : à Blüdhaven.
Selon Chuck Dixon, le plus grand défi pour la nouvelle série Nightwing fut de créer une toute nouvelle ville ayant sa propre personnalité dans l'Univers DC. Celle-ci a la particularité d'avoir une population de 500 000 habitants, une grande autoroute la traversant sans aucune bretelles pour l'y relier et des rues orientées est-ouest nommées selon des auteurs de romans noirs et celles orientées nord-sud selon la thématique de la chasse à la baleine.

## Géographie
Blüdhaven se trouve dans la banlieue sud de Gotham, à trente minutes en voiture.

## Histoire fictive
A l’origine, la ville s’appelait Asbestos Town avant d’être renommée Blüdhaven. C’était un ancien port de pêche, essentiellement tourné vers la chasse à la baleine.
Avec l’essoufflement de la pêche, elle s’est tournée vers l’industrialisation. Durant un temps, elle s’appela fièrement « Capitale de l’Amiante ». À la suite de la Grande Dépression, l’industrie s’effondre. La ville échoue à s'en relever. L’essentiel de la population de la ville est pauvre et divers trafics illégaux fleurissent. La corruption de l’administration et des forces de police n’améliore pas la situation.
À la suite du No Man’s Land, une partie de la population de Gotham s’y réfugie.

### Destruction de la ville
Durant Infinite Crisis, Blüdhaven fut le site d’une attaque massive de la Société Secrète des Super-Vilains (Secret Society of Super-Villains (en)). Pour se venger de Nightwing, la Société lance une arme vivante composée de produits chimiques toxiques (du nom de « Chemo ») sur la ville, causant une destruction de masse et le chaos. De nombreux héros de la Terre vinrent défendre Blüdhaven et sauver autant de vies que possible. Le désastre fut si important que le Président américain, Jonathan Horne, plaça la ville sous quarantaine. Une nouvelle super-équipe avalisée par le gouvernement, « Freedom's Ring », prit en charge Blüdhaven et ordonna à tous les meta-humains restants de quitter la ville.

### La Bataille de Blüdhaven
Un an plus tard, la structure de la quarantaine connue comme « Le Mur » est devenu une structure permanente. Les citoyens déplacés comparent la zone proche à la Bande de Gaza. Beaucoup vivent dans les camps de réfugiés qui se sont développés autour du mur tandis que le super-héros Monolith (en) aide à maintenir la paix.

### Final Crisis
Blüdhaven fut utilisée par Darkseid comme base d’opérations pour conquérir la Terre. Après la bataille qui suivie, la majorité de la ville fut complétement détruite.

### Rebirth
Dans la nouvelle continuité issue du DC Rebirth, la ville de Blüdhaven existe à nouveau. Le nouveau Superman (apparu à la suite de la Convergence (en)) rend visite à Nightwing. Il lui parle du Nightwing de son ancien monde et de comment il est devenu le héros de sa propre ville : Blüdhaven,. À la suite de cette discussion, un Nightwing curieux décide de se rendre dans celle-ci.
Cette nouvelle version de la ville est également un ancien port de pêche spécialisé dans la chasse à la baleine. Le maire, M. Madrigal, pousse le bureau de l’office du tourisme à multiplier les campagnes publicitaires pour attirer les touristes. Ils cherchent à développer le tourisme du divertissement (en particulier les casinos) mais la ville souffre d’une mauvaise réputation concernant sa sécurité. Ils iront jusqu’à utiliser l’image de Nightwing dans leur campagne pour améliorer leur image.

## Œuvres où la ville apparaît

### Comics
- Nightwing vol. 2, no 1-107, 1996-2005
- Crisis Aftermath - The Battle for Blüdhaven, no 1-6, 2006
- Nightwing vol. 4, no 10- en cours, depuis 2017

### Autres médias
Blüdhaven apparaît brièvement dans l’épisode « Règlements de compte (Grudge Match, saison 5, épisode 9) » de la série animée La Ligue des justiciers (Justice League Unlimited). Nightwing y fait une apparition.
Bien qu’elle n’apparaisse pas, Blüdhaven est citée dans les séries Batman Beyond, Smallville, Arrow et Birds of Prey.